# Ingrīda Circene
Ingrīda Circene, née le 6 décembre 1956 à Riga, est une femme politique lettonne, membre d'Unité et ayant appartenu à la Nouvelle Ère (JL). Médecin de profession, elle a exercé exclusivement à l'hôpital d'Aizpute à partir de 1981, tout en étant directrice médicale de la ville de Liepāja à partir de 1998. Elle démissionne en 2002, à la suite de son élection à la Saeima.
Le 10 avril 2003, elle est nommée ministre de la Santé dans la coalition d'Einars Repše, mais le gouvernement tombe le 9 mars 2004. Elle retrouve alors son siège de député, auquel elle est réélue en 2006. En 2009, elle est désignée présidente de la commission parlementaire des Droits de l'homme, un poste qu'elle conserve après les élections législatives du 2 octobre 2010.
Elle retrouve son poste de ministre de la Santé le 25 octobre 2011, bien qu'elle n'ait pas été réélue aux élections législatives anticipées du 17 septembre 2011. Elle démissionne le 10 juillet 2014.